# Borovnička
Obec Borovnička (německy Klein Borowitz) se nachází v okrese Trutnov, kraj Královéhradecký. Žije zde 227 obyvatel. Součástí obce je osada Klebš.

## Historie
První písemná zmínka o obci pochází z roku 1423. V letech 1938 až 1945 byla Borovnička přičleněna (v důsledku uzavření Mnichovské dohody) k nacistickému Německu.

## Pamětihodnosti
- Kostel Nejsvětějšího Srdce Ježíšova, postaven roku 1928 a vysvěcen 9. července 1933[4]